# Tristenium fractum
Tristenium fractum là một loài chân đều trong họ Stenetriidae. Loài này được Chilton miêu tả khoa học năm 1884.